# No Face, No Name, No Number
No Face, No Name, No Number là một bài hát từ album thứ chín Year of the Dragon của Modern Talking.

## Danh sách bài hát

### Các bản remix
1. "No Face No Name No Number" (Latin Radio Mix) - 3:05
2. "No Face No Name No Number" (Airplay Disco Mix) - 3:35
3. "No Face No Name No Number" (Latin Club Mix) - 8:19
4. "No Face No Name No Number" (Extended Disco Mix) - 6:39

## Xếp hạng
| Xếp hạng phát thanh (2000) | Vị trí cao nhất |
| -------------------------- | --------------- |
| Liban                      | 41              |
| Moldavia                   | 1               |
| Rumania                    | 1               |